# مخیتار سباستاتسی
مخیتار سباستاتسی (ارمنی: Մխիթար Սեբաստացի؛ ۷ فوریهٔ ۱۶۷۶ – ۲۷ آوریل ۱۷۴۹) یک راهب کلیسای کاتولیک ارمنی و محقق و پژوهشگر برجسته علم الهیات و بنیانگذار «جماعت مخیتاریست» بود. استپانوس نازاریان وی را مسروپ ماشتوتس دوم نامیده‌است.

## زندگی
وی با نام «پطروس مانوک» در ۷ فوریه ۱۶۷۶ میلادی در شهر سیواس (سباستیا) در ارمنستان غربی به دنیا آمد. وی هنگام ورود به صومعه «صلیب مقدس» نام «مختیار» را برگزید. وی در سال ۱۶۹۶ میلادی به مقام کشیشی رسید. در سال ۱۷۰۱ میلادی به قصد تلاش در راه وحدت کلیسای ارمنی با کلیسای رم به قسطنطنیه رفت ولی او مورد اذیت و آزار ترکان قرار گرفت و در سال ۱۷۱۷ میلادی به جزیره سن لازار صومعه ارمنی و طریقت مخیتاریست‌ها را بنا نهاد. مختیار سباستاتسی در ۲۷ آوریل ۱۷۴۹ میلادی در صومعه درگذشت و در کلیسای آن صومعه به خاک سپرده شد.

## مخیتاریست
مخیتاریست یا «جماعت مخیتاریست» که بر اساس اندیشه بنیان‌گذار آن یعنی مخیتار سباستاتسی که در آن واحد هم مذهبی بود و هم حکیمانه، تجدید حیات فکری و فرهنگی هم میهنانش بود. تند کردن آتش آیین و کیش و تحصیل زبان قدیم ارمنی، چاپ و نشر آثار مهم این زبان به صورتی صحیح و به قیمت ارزان، غنی کردن زبان ارمنی با ترجمه‌هایی از بهترین آثار ادبی مغرب زمین، راه انداختن تعلیماتی بر پایه بهترین اسلوب‌های اروپایی و متناسب با نیازمندیها و با نبوغ و استعداد ملت، و بالاخره فراخواندن ملت از طریق موعظه.
مخیتاریست‌ها با آثار علمی بسیار ارزنده خود در این امر دخیل بودند که ملت ارمنی و تاریخ و ادبیات و زبان او را به اروپا بشناسانند. از طرفی تماس بین ملت ارمنی و تمدن غرب را بر قرار کرده‌اند.

## نگارخانه

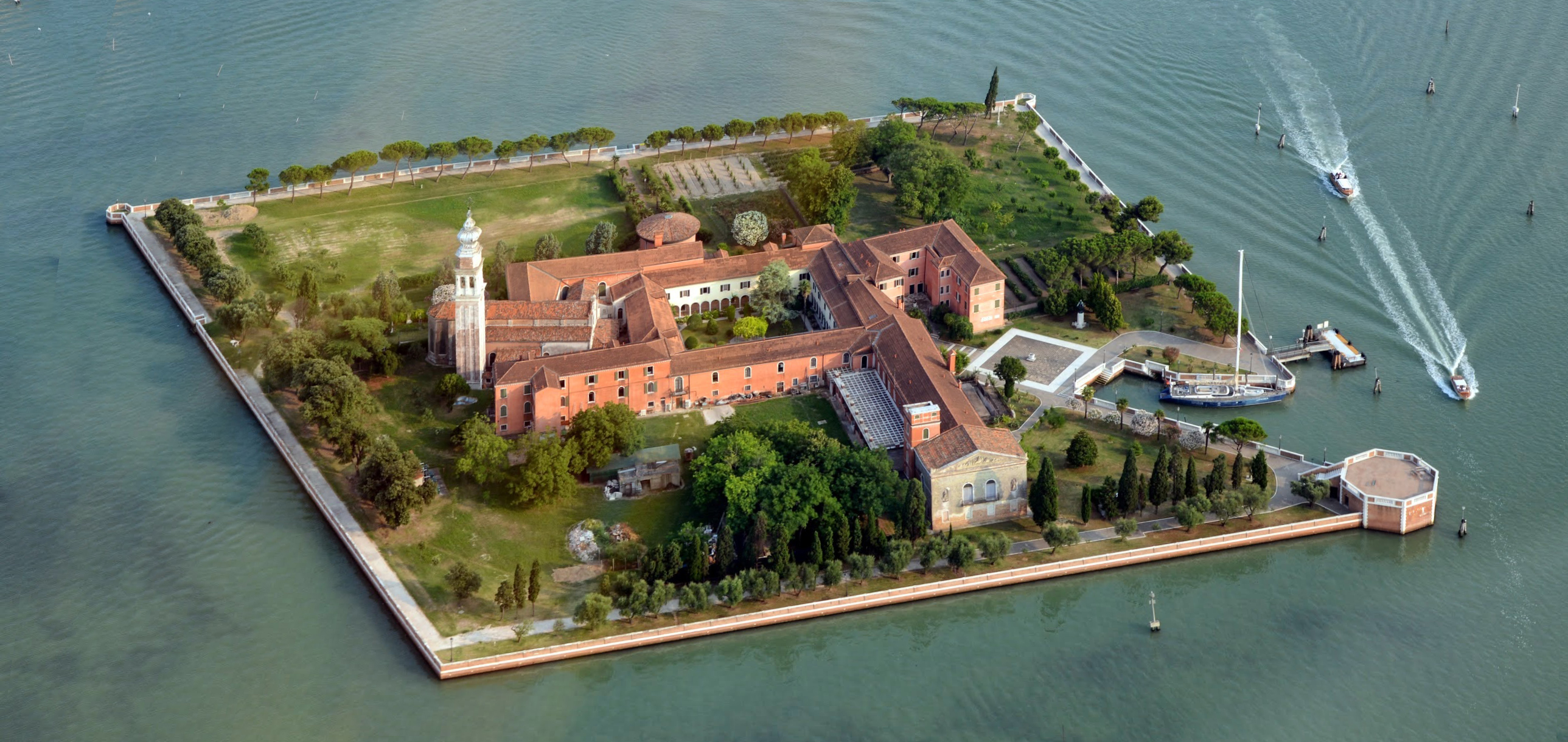
جزیره سن لازارو (غازار مقدس) مقر مخیتاریست‌ها صومعه بنا شده توسط مخیتار سباستاتسی